# Метр на секунду у квадраті
Метр на секу́нду у квадра́ті (м/с², m/s²) — одиниця вимірювання прискорення в Міжнародній системі одиниць (SI), дорівнює прискоренню точки, що рухається прямолінійно й рівноприскорено, при якому за час 1 с швидкість точки зростає на 1 м/с.
Приклад: нерухоме тіло починає рухатися зі сталим прискоренням 1 м/с². У наступну секунду його швидкість досягне 1 м/с, через 2 секунди швидкість буде становити 2 м/с, через п'ять секунд — 5 м/с і т. д.

## Співвідношення між м/с² та іншими одиницями прискорення
|            | м/с²     | фут/с²    | g          | см/с²   |
| ---------- | -------- | --------- | ---------- | ------- |
| 1 м/с² =   | 1        | 3,28084   | 0,101972   | 100     |
| 1 фут/с² = | 0,304800 | 1         | 0,0310810  | 30,4800 |
| 1 g =      | 9,80665  | 32,1740   | 1          | 980,665 |
| 1 см/с² =  | 0,01     | 0,0328084 | 0,00101972 | 1       |